# Bogdan Šuput
Bogdan Šuput cyr. Богдан Шупут (ur. 6 września 1914 w Sisaku, zm. 23 stycznia 1942 w Novim Sadzie) – malarz serbski.

## Życiorys
Urodził się w Sisaku, w 1923 przeniósł się wraz z rodziną do Nowego Sadu. Tam ukończył gimnazjum i w 1932 rozpoczął naukę w Królewskiej Szkole Artystycznej w Belgradzie, pod kierunkiem Bety Vukanović, Dragoslava Stojanovicia i Simeona Roksandicia. Kiedy w 1937 powstała Akademia Sztuk Pięknych w Belgradzie Šuput otrzymał propozycję objęcia stanowiska asystenta prof. Ljuby Ivanovicia. Młody malarz, który w tym czasie przebywał w Paryżu, wysłany tam przez Maticę Serbską odrzucił ofertę Ivanovicia. W Paryżu działał w środowisku studiujących tam malarzy serbskich. Swoje grafiki publikował w wydawanych w Nowym Sadzie czasopismach: Vojvođanski zbornik i Naš život. Do Nowego Sadu powrócił 23 czerwca 1939, a rok później dołączył do grupy artystycznej Desetorica, wspólnie z Ljubicą Sokić, Danicą Antić, Juricą Ribarem i Stojanem Trumiciem. W lutym 1940 grupa Desetorica zorganizowała wspólną wystawę malarstwa w wielkiej sali pawilonu Cvijeta Zuzorić w Belgradzie. W marcu 1940 Šuput udał się w podróż po Czarnogórze, gdzie szukał inspiracji artystycznych. Jesienią t.r. został powołany do służby wojskowej, którą odbywał w Sarajewie.
W kwietniu 1941 w czasie inwazji niemieckiej trafił do niewoli i znalazł się w stalagu IV-A w Elsterhorst. Opuścił obóz 1 listopada 1941 i powrócił do Nowego Sadu. Zginął 23 stycznia 1942 wraz z matką i ciotką w czasie pacyfikacji Nowego Sadu przez Węgrów.

## Twórczość
Mimo krótkiego okresu aktywności artystycznej Šuput pozostawił po sobie 84 obrazy olejne, 43 grafiki, 38 akwareli. Malował głównie akty, portrety i pejzaże. Dzieła artysty znajdują się w Muzeum Narodowym w Belgradzie, Muzeum Sztuki Nowoczesnej w Belgradzie, Galerii Beljanskiego w Nowym Sadzie, a także w Galerii w Smederewskiej Palance. Imię Šuputa nosi ulica w Nowym Sadzie i jedna ze szkół średnich.

## Wybrane prace

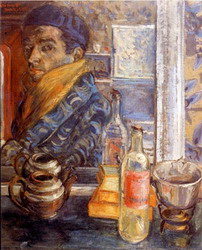
Autoportret III, Muzeum Sztuki Współczesnej w Belgradzie
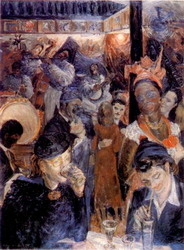
Kabaret “Boule Blanche“, Galeria Maticy Serbskiej w Nowym Sadzie
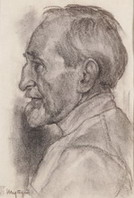
Portret starca (1934),
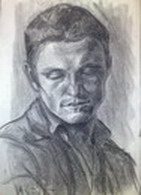
Głowa młodzieńca (1934),
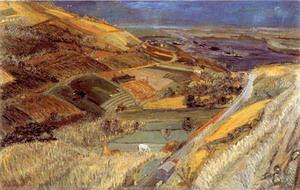
Widok z Banstola na Dunaj, Galeria Maticy Serbskiej w Nowym Sadzie